# 何通
何通（1924年—2002年2月17日），东莞莞城人。中国人民解放军正军职干部，兰州军区副参谋长。

## 生平
出身于东莞一个革命知识分子家庭，父亲曾是中山大学教授。哥哥何鼎华（1914—1952.11.19)、何与成(1916年－1940年9月14日)都是东江纵队的领导干部。在哥哥们的革命思想影响下1938年10月14岁便参加了中共领导的东莞抗日模范壮丁队。1940年16岁加入中国共产党。
1946年6月2月26日随东江纵队北撤山东。历任东江纵队司令部科长，华东军区司令部作战参谋，两广纵队司令部参谋、第二团营长、第三团参谋长。在淮海战役第三阶段追击围歼杜聿明集团的战斗中，率领几个连队追到阎阁村（今属萧县张庄寨镇）时发现华野四纵10师29团第2营占领阎阁庄后，遭到夺路而逃的国民党第八军一个团在5辆坦克的配合下的连续3次冲锋，守军伤亡甚大，阵地被敌炮火和坦克摧毁，全村房屋着火。敌人又连续开始了第4次冲锋，坦克开到了阵地前沿，情况危急。何通指挥两广纵队第3团第1连副连长带一个班、第5连连长带两个排，主动由阎阁以西向敌侧后投入攻击，打退了敌人多辆坦克的进攻。后在及时赶到的两广纵队第3团第4连的协同下，顽强抗击敌第5次突击，支援了四纵29团第2营作战，并乘胜攻占了刘楼，解除了阎阁29团之危。当天，第四纵队司令员陶勇即向华东野战军报告，为两广纵队第3团第1连和第5连请功，并号召全纵向两广纵队学习。华野总部及时发出“嘉奖两广纵队三团一连主动协同友邻配合作战的通令”，指出“充分表现与发扬了我军作战中勇猛顽强、积极主动，互相策应的传统作风------特此通令嘉奖并责成全军向此范例学习。”12月6日，两广纵队第3团在追击逃敌中，截住了敌第九军第166师一部在锦桥村（今属萧县张庄寨镇）展开激战。何通在战斗中身负重伤，腹部中弹，肠子被打断，华野第四纵队野战医院第二医疗队女队长樊迪虹在极其困难条件下做了野战外科手术，才脱离险境，但一年后才克服肠子粘连。出院后前往东台县归队，准备参加渡江战役。1949年6月两广纵队从河南省襄城县南下，时任第四团团长。参加广东战役。
中华人民共和国成立初期，1950年5月任广东军区珠江军分区炮兵团（原为两广纵队炮兵团，进驻珠海唐家湾）团长，参加万山群岛战役。1951年1月15日该团分为两部，一部划归万山独立水警区；一部划为珠江军分区独立十六团，何通任团长。1952年，该团改编为炮兵第三十四、第三十三团副团长，参加抗美援朝战争。1954年8月任中国人民解放军军事学院教员、中国人民解放军高等军事学院教员。1970年任中国人民解放军陆军第十九军副参谋长、副军长兼参谋长，兰州军区副参谋长。
1985年12月离休，住解放军体育学院干休所休息。1999年撰写回忆录之《打回老家去，解放全中国》。2000年初罹患癌症，2年后去世。